# Aleksander Rummel

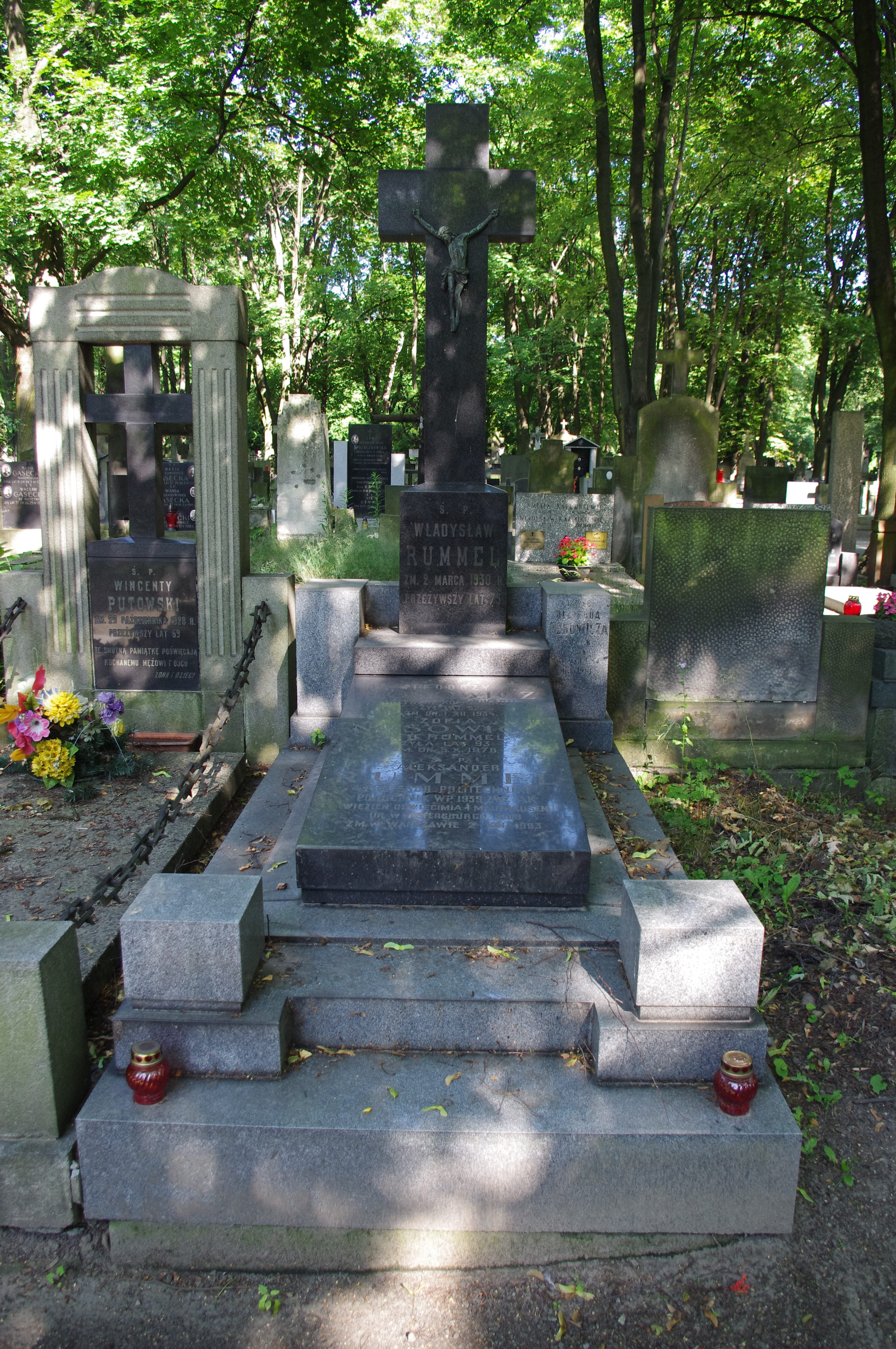
Grób inż. Aleksandra Rummla na Starych Powązkach w Warszawie

Aleksander Rummel (ur. 28 lutego 1908 w Petersburgu, zm. 2 sierpnia 1993 w Warszawie) – polski inżynier i konstruktor.

## Życiorys
Pochodził ze starej rodziny szlacheckiej pochodzenia niemieckiego. Był synem Juliana Rummla (1878–1954), inżyniera budowy okrętów, współtwórcy idei Gdyni, inicjatora polskiego sektora żeglugowego. Po ukończeniu studiów w Technische Hochschule der Freien Stadt Danzig na kierunku budowy samochodów w 1934 wystąpił o pracę w Biurze Studiów Państwowych Zakładów Inżynierii w Warszawie.
W styczniu 1935 po pozytywnym rozpatrzeniu podania podjął pracę w ww. Biurze Studiów. Pracował w zespole, który opracowywał konstrukcję samochodu osobowego LS z ośmiocylindrowym silnikiem. W trakcie prac otrzymał wezwanie do odbycia jednorocznej obowiązkowej służby wojskowej w Szkole Podchorążych Rezerwy Artylerii we Włodzimierzu Wołyńskim, podczas której od 16 maja do 9 czerwca 1936 przebywał na kursie w Modlinie w Centrum Wyszkolenia Broni Pancernych w Modlinie. Po kursie został przydzielony do I batalionu pancernego w Poznaniu, w którym pozostał do zakończenia rocznej służby wojskowej.
1 października 1936 powrócił do poprzedniej pracy. Oprócz dalszych prac nad samochodem osobowym LS zrealizował zwiększenie mocy silnika Polski Fiat 122B i przystosował go do zastosowania w kołowo-gąsiennicowym ciągniku artyleryjskim C4P. W 1937 przeszedł do Zakładów Mechanicznych Lilpop, Rau, Loewenstein S.A. w Warszawie, gdzie prowadził prace konstrukcyjno-badawcze.
Podczas Kampanii wrześniowej z grupą żołnierzy miał udać się do Konstancy i przyprowadzić stamtąd kompanię czołgów Renault R-35, przysłanych z Francji. Z powodu sytuacji na frontach przekroczył granicę węgierską z 10 Brygadą Kawalerii. Po krótkim casie zdecydował się na powrót do kraju i dzięki dobrej znajomości języka niemieckiego jako cywil przez Wiedeń, Wrocław i Łódź powrócił do Warszawy, gdzie w styczniu 1940 podjął ponownie pracę u Lilpopa.
We wrześniu 1940 wstąpił do ZWZ z wcieleniem do grupy artyleryjskiej, nazwanej później „Granat". Wykonywał dla niej tzw. strzelnice zmniejszone służące do ćwiczeń w strzelaniu dla artylerzystów. 23 lipca 1943 został aresztowany przez Gestapo. Po przesłuchaniach  24 sierpnia 1943 został wysłany do obozu koncentracyjnego w Oświęcimiu, z którego w listopadzie 1943 roku został przeniesiony do obozu w Mauthausen, a następnie do jego podobozu na podwiedeńskie lotnisko Schwechat. Po zbombardowaniu go przeniesiony do podobozu w Mödling, z którego 1 kwietnia 1945 z grupą ok. 2000 więźniów w asyście strażników pomaszerował do obozu w Mauthausen. Podczas przemarszu strażnicy zastrzelili ok. 200 więźniów niezdolnych do dalszego marszu. Po oswobodzeniu obozu przez armię amerykańską 5 maja 1945 przez krótki czas był tłumaczem do 18 maja, kiedy podjął decyzję powrotu do Polski.
Po powrocie do kraju rozpoczął pracę jako kierownik działu transportu w zarządzie wojewódzkim spółdzielni ,„Społem" w Radomiu. W czerwcu 1946 składa wniosek do Centralnego Zarządu Przemysłu Metalowego o utworzenie zakładu doświadczalnego przemysłu motoryzacyjnego, którego po uzyskaniu zgody, zostaje kierownikiem. Jest współtwórcą pierwszych polskich samochodów ciężarowych Star, m.in. samochodu Star 20 i jego pochodnych - podwozi: autobusu, wywrotki i ciągnika siodłowego. Za pracę nad samochodem Star 20 otrzymał wraz z pięcioma współpracownikami Nagrodę Państwową.
Od 1948 prowadził zajęcia w Szkole Inżynierskiej im. Hipolita Wawelberga i Stanisława Rotwanda w Warszawie. W 1951 objął stanowisko kierownika działu silników w Centralnym Biurze Konstrukcyjnym Silników Spalinowych głównie pracując nad sinikami okrętowymi. W połowie lat 50. praca dydaktyczna i naukowa zaczyna dominować w jego działalności. W 1957 rozpoczyna pracę na Politechnice Szczecińskiej, której został profesorem. Zajmował się mechaniką pojazdową i budową silników. W 1978 przeszedł na emeryturę.
Jest także autorem książek dotyczących głównie motoryzacji i jej historii, między innymi
- Polskie konstrukcje i licencje motoryzacyjne w latach 1922–1980
- Silniki spalinowe
- Wśród zmian i przemian – wspomnienia

Pochowany na cmentarzu Powązkowskim w Warszawie (kwatera 113-6-26).